# Hipermorfoza
Hipermorfoza (łac. hypermorphosis) – najbardziej zaawansowany typ przeobrażenia niezupełnego, charakteryzujący się obecnością nieruchomych stadiów larwalnych, określanych jako pseudopoczwarka i pseudoprzedpoczwarka.
Ten typ rozwoju spotykany jest u wciornastków, mączlików i samców czerwców.